# Kis-My-1st
Kis-My-1st è l'album studio di debutto del gruppo musicale Kis-My-Ft2, pubblicato il 28 marzo 2012 dalla Avex Trax. L'album ha raggiunto la prima posizione della classifica Oricon degli album più venduti in Giappone.

## Tracce
1. “1st” Overture
2. Girl is mine
3. She! Her! Her!
4. Tabidachi no Uta
5. Love meee
6. 『Sanagi』
7. Catch & Go!!
8. Everybody Go!
9. Take Over
10. Kickin' It
11. Sing for you
12. We Never Give Up!
13. Good night